# Шишоу
Шишо́у (кит. упр. 石首, пиньинь Shíshǒu) — городской уезд городского округа Цзинчжоу провинции Хубэй (КНР).

## История
Уезд Шишоу (石首县) был создан в этих местах ещё во времена империи Цзинь, в 284 году. В эпоху Южных и Северных династий он был присоединён к уезду Хуажун (华容县). Вновь уезд Шишоу был создан в 621 году, после основания империи Тан.
Во времена империи Сун в 965 году был создан уезд Цзяньнин (建宁县), но в 1073 году он был присоединён к уезду Шишоу. В 1086 году уезд Цзяньнин был создан вновь, но в 1106 году был разделён между уездами Шишоу и Хуажун.
В 1949 году был создан Специальный район Мяньян (沔阳专区) и уезд вошёл в его состав. В 1951 году Специальный район Мяньян был расформирован, и уезд перешёл в состав Специального района Цзинчжоу (荆州专区). В 1953 году из частей уездов Гунъань, Сунцзы и Шишоу был образован уезд Цзинцзян (荆江县). В 1955 году уезд Цзинцзян был присоединён к уезду Гунъань. В 1970 году Специальный район Цзинчжоу был переименован в Округ Цзинчжоу (荆州地区).
В 1986 году уезд Шишоу был преобразован в городской уезд.
В 1994 году решением Госсовета КНР округ Цзинчжоу был преобразован в городской округ Цзинша (荆沙市).
В 1996 году городской округ Цзинша был переименован в Цзиньчжоу.

## Административное деление
Городской уезд делится на 2 уличных комитета, 11 посёлков и 1 волость.